# Micromastax teteforti
Micromastax teteforti är en insektsart som beskrevs av Marius Descamps 1964. Micromastax teteforti ingår i släktet Micromastax och familjen Euschmidtiidae.

## Underarter
Arten delas in i följande underarter:
- M. t. teteforti
- M. t. cavifrons
- M. t. rectifrons